# Luis Antonio Sanguino de Pascual
Luis Antonio Sanguino de Pascual és un escultor espanyol nascut a Barcelona el 13 d'agost de 1934.

## Joventut
Els seus pares, l'advocat Aquilino Sanguino i Rosa de Pascual, constituïen una família noble de Barcelona, sent el número set de vuit germans. Com a conseqüència de l'esclat de la guerra civil del 36 van abandonar Barcelona, deixant enrere en la seva fugida totes les seves possessions.
El seu periple per fora i dins el país (residint a Marsella, Mònaco i San Sebastià) els va conduir finalment a establir-se en la província andalusa de Còrdova, on viurà la seva infància a la finca La Raña, i estudiarà al col·legi dels Salesians de Pozoblanco.
Des de molt petit va posar de manifestació seus grans dots artístiques, duent a terme amb tan sols vuit anys una obra en terracota, coneguda com a "Las Ruinas", datada entre 1942-1943. Consistia en un baix relleu en argila cuita o terracota que representava un paisatge bucòlic o pastoril, en el qual apareixia un pastor i el seu ramat en plena natura i davant les ruïnes del que va haver de ser un antic monestir. Per a la seva realització Sanguino es va inspirar en un gravat d'un antic llibre que tenia la seva mare.
La família va canviar en 1944 el seu lloc de residència, situant-se aquesta vegada a la capital d'Espanya, Madrid, on residiran poc temps, ja que tot seguit la família es trasllada novament aquesta vegada en Cadis. És durant la seva breu estada a Madrid, quan familiars de Luis Antonio li posen en contacte amb l'escultor Marià Benlliure, que tot i considerar que Luis tenia grans aptituds per a l'escultura, per la seva avançada edat (82 anys), no seria el seu mestre, recomanant per a tal tasca a l'imatger Federico Coullaut-Valera, fill de Lorenzo Coullaut (1876-1932; escultor, entre altres obres, el Monumento de la Plaça d'Espanya "El Quixot").

## Inici en l'escultura
Es va presentar al seu primer concurs de guixaires que se celebrava a Cadis, quedant finalista (l'obra que va presentar es titulava "La perezosa", feta en escaiola d'un metre d'alçada, que representa una figura femenina), participant seguidament en un altre organitzat en Sevilla, aquí el treball va consistir en la realització d'una motllura decorativa d'un metre amb motius florals i llàgrimes entre altres elements decoratius. Tot i la qualitat del treball no va aconseguir cap premi, encara que va aconseguir ser elegit per participar a Madrid en un altre concurs. Va aconseguir aquesta vegada el primer premi al col·legi Major "La Paloma", que podria considerar-se com la Universitat Laboral d'aquell llavors. Decideixen que el millor és que Luis Antonio es traslladi a viure a Madrid, on ja havia realitzat exposicions al desembre de 1947 en els salons d'art "Kebos", per poder seguir els seus estudis al costat de Federico Coullaut.
Els seus inicis com a escultor no van ser fàcils i es dedica a crear petites obres ja vendre per poder subsistir i poder seguir estudiant. Així, realitzava en escaiola policromada "Portals de Betlem" que venia a la Plaça Major de Madrid, arribant a muntar una petita indústria en la qual col·laboraven els seus germans. També va realitzar per subsistir petites escultures en fang cuit però en comptes de vendre-les, es dedicava a anar a les cases d'empenyorament i allà empenyorar-les. Malgrat això, va llogar un petit estudi al carrer de la Lluna de Madrid, lloc de residència d'altres artistes ja consagrats com el pintor Enrique Navarro, Miguel Herrero, José Luis Mazuelos i Demetrio Salgado.
A part d'ajudar al seu mestre Federico Coullaut, va treballar per a un antiquari, Arturo Linares, que estava al davant de les Corts, per al qual duia a terme escultures de Sants. L'antiquari li proporcionava fusta de bigues antigues, Sanguino les tallava, les policromada, les ficava al forn i el resultat era que semblaven completament autèntiques. Va realitzar aproximadament 17 d'aquestes escultures d'entre 50 i 60 centímetres d'alçada, que pretenien simular les de grans mestres del Segle d'Or espanyol: Alonso Cano, Gregorio Fernández i altres dels grans imatgers realistes de l'escultura barroca espanyola.
Es va presentar, motivat pel seu mestre (Federico Coullaut), com a escultor al concurs per a "El Valle de los Caídos" lliurant diversos esbossos sobre les forces de l'univers, terra, mar, aire i milícies, quan comptava amb 18 anys. Els esbossos que va presentar Sanguino consistien en el següent: Tres esbossos en escaiola d'un metre, una escultura d'1,75 m., Una mà llaurada en pedra (ja que volia demostrar la seva habilitat al tallar la pedra), i diversos dibuixos. Va aconseguir ser seleccionat per executar aquesta obra, trobant-se en aquests moments complint l'obligatori en aquella època, Servei militar.
Les obres per a la construcció del complex de la Basílica del Valle de los Caídos (San Lorenzo de l'Escorial, Madrid) es van iniciar en 1942, encarregant el projecte al director general d'Arquitectura Pedro Muguruza qui en 1949 el va abandonar per malaltia. Va passar la direcció de les obres a Diego Méndez González, simplificant a partir d'aquest moment parts de l'obra, (desapareixent, per exemple, el projecte de Via Crucis de Federico Coullaut-Valera). Les escultures al·lusives a les Forces armades, pertanyen a Luis Antonio Sanguino.
El Monumento de les Forces armades està compost per vuit escultures amb una dimensió de tres metres d'altura cadascuna, tallades sobre granit amb formes anguloses, grans plans i severes (la qual cosa contrasta amb el poliment dels rostres i braços), quedant perfectament integrat en el conjunt del complex que destaca pel seu caràcter arquitectònic. Està situat a la part alta d'ambdós murs de la nau de la Basílica que condueix a la Cripta, simbolitzant alhora la guàrdia i el dolor (representant la consigna que l'home és meitat monjo, meitat soldat, i fent referència i, homenatge al temps, als exèrcits: Terra Mar, Aire i Milícies), davant les restes dels que descansen en ella. Va trigar tres anys en la realització d'aquestes escultures.

## Viatge als EUA
L'any 1957 va contreure matrimoni amb l'americana Dana Woodward, amb qui va tenir els seus tres primers fills Luis Russel, Jordi i Triana Cristina. En aquesta època de la seva vida estableix la seva residència amb la seva família en l'Estat de Nova York. Comença una etapa artística molt fructífera; les seves obres segueixen sent monumentals, el que li va merèixer la consideració de la Societat Nacional d'Escultura de Nova York (National Sculpture Society of New York) com "un clàssic del segle XX". Durant aquest període coneix a Salvador Dalí ia molts altres artistes, convertint-se en el membre més jove mai electe en aquesta associació.
Aprofita seva estada a Nova York per conèixer i estudiar l'obra de grans artistes com la del pintor i escultor italià Amedeo Modigliani (1884-1920), Constantin Brâncuşi (1876-1957), Auguste Rodin (1840-1917), caracteritzant aquesta primera etapa americana de l'artista com una fase de recerca, la qual cosa es reflecteix en les obres d'aquest moment.
Als Estats Units, va exposar en diverses sales d'Exposicions, destacant la galeria Hammer de Nova York 51 East 57th. Street i la Galeria Palm Beach, 336worth Avenue, Florida.
No va deixar de participar en concursos tant organitzats a Espanya (com el convocat per l'Ajuntament de Màlaga, l'objectiu era un Monumento a Francisco Franco, en el qual va guanyar amb els seus esbossos a escultors com Juan d'Ávalos i Santiago de Santiago, encara que al final no es va dur a terme) com als Estats Units.
Malgrat estar residint als Estats Units, l'any 1967, va comprar una finca a Mataelpino a la serra de Guadarrama, la qual cosa li va permetre alternar la seva estada i el seu treball entre Espanya i Nova York. Així, a 1970 va realitzar una important exposició a la sala Grifé & Escoda, sent aquesta la seva primera exposició a Espanya.
Torna a Espanya i fixa la seva residència al seu país d'origen en 1976 (encara que no de manera definitiva), rebent llavors la Creu de l'Orde d'Isabel la Catòlica de Sa Majestat Don Joan Carles I, per representar i sentir-se orgullós del seu país allà on estigués. Això va quedar palès en la seva lluita per aconseguir que el dia 12 d'octubre que tradicionalment i fins a aquest moment als Estats Units se celebrava com a dia de "Columbus day", dia dels italians, es transformés en el dia de la Hispanitat, ja que segons defensava l'autor, Colom, tot i creure que va ser Genovés (encara que mai es va demostrar que realment ho fos), anava en una expedició espanyola, per tant, havia de ser celebrat com dia de la Raça o dia de la Hispanitat com actualment se celebra el 12 d'octubre a tot el món. Reunint-se amb alguns amics espanyols, han posat èmfasi que aquest dia se celebrés com un homenatge a Espanya, per a això en l'Hotel Comodoro de la Gran Estació Central de Nova York van decidir fer una mena de sopar convocat per unes 300 persones aproximadament, que va resultar ser un rotund èxit acudint més de mil persones i entre els assistents van comptar entre altres personatges rellevants de l'època, amb l'assistència de l'Alcalde de Nova York i l'ambaixador d'Espanya, aleshores el Comte de Motrico. Això va fer que al següent any es realitzarà una gran parada a la Cinquena Avinguda de Nova York com dia Espanyol. El fet que Sanguino fos un dels principals impulsors d'aquest moviment, va fer que fos proposat, entre d'altres per alguns ambaixadors i cònsols, per donar-li la medalla. Aquesta va ser finalment concedida vivint encara Francisco Franco. Malgrat això no va ser fins a 1976 quan la va rebre de mans del Rei d'Espanya.
A 1978 torna a canviar de residència, establint aquesta vegada a Mèxic, deixant-hi una gran empremta amb les seves obres i donant començament una nova etapa artística en què accentua el classicisme de les seves escultures. A 1979 va contreure matrimoni amb una jove segoviana, Curra Álvarez, mare dels seus dos fills més petits Curro i Rocío, amb qui va residir a Mèxic tretze anys.
Com l'artista va alternar la seva estada a Mèxic amb freqüents viatges a Espanya, a la fi de 1985 va comprar una torre-castillo del segle xiv, a la localitat segoviana de Valdeprados. Mentrestant, seguia realitzant obres a banda i banda de l'Atlàntic.
Torna a 1990 a Espanya, aquesta vegada per establir-se de forma definitiva, instal·lant-se a Segòvia on actualment resideix i treballa.
Des de la seva arribada a Espanya, Madrid s'ha convertit en el seu mecenes, encomanant a l'artista seus més importants i representatius encàrrecs, encara que altres ciutats com Segòvia, Guadalajara (Castella - la Manxa), Marbella, Oviedo i Navalcarnero, també li han encarregat importants projectes.
Tot i estar lluny del continent americà, no ha deixat de treballar en projectes per Mèxic i Puerto Rico.

## Estil
L'estil de Luis Sanguino sorgeix de forma gradual a mesura que augmenta els seus estudis en àrees plàstiques i artístiques, perfeccionant tècniques escultòriques com per la talla en fusta, pedra, modelat, etc. La seva educació artística es va realitzar en diferents tallers i amb diversos mestres (el d'Antonio, el terrisser de Pozoblanco, el seu poble quan era petit, el de Federico Coullaut Valera a Madrid ....)

## Activitat Artística

### Escultura urbana i institucional
- 1959. Decoració escultòrica façana de la seu de la companyia Toys Guidance Council, a Broadway, Nova York. Es tracta d'una sèrie d'escultures, en pedra artificial, de nens jugant a diferents, típics i universals jocs, com el salt a la piola, la rotllana de les patates, etc.[3]
- Sense data. Estàtua per a decorar el vestíbul d'un nou centre de tractament contra el Memorial Sloan-Kettering Cancer Center de Nova York, encarregat per les senyores Laurence Rockefeller i William Hutton, qui havien assistir a una de les seves exposicions i havien conegut la seva obra a marbre. L'obra va consistir en una família: pare, mare i fill units, símbol de la lluita de l'home per la família, realitzada en marbre vermell d'Alacant.[3]
- 1961. "Monumento a Ernest Hemingway", a Pamplona. Es tracta d'un gran bust en bronze, amb les espatlles i la base de granit. El bust es va realitzar a Nova York i després es va portar a Espanya.[3]
- 1971. "El Beso". Situat a l'entrada del 345 de Park Avenue, Nova York. Obra realitzada per un important constructor d'aquesta ciutat, Mr Ruddin, en marbre vermell d'Alacant.[3]
- Sense data. Diferents escultures per encàrrec del constructor Mr Ruddin com: "El futuro"; situada al vestíbul d'un edifici al 845 de la tercera avinguda que, posteriorment, part d'ell es va llogar per a l'ambaixada de les Nacions Unides i per al consolat anglès. Es tracta d'una obra en bronze que consisteix en un conjunt format per la Terra de la qual emergeix, un home nu la mà alçada gairebé toca la Lluna, la qual s'uneix al conjunt mitjançant unes òrbites."[3]Monumento a Nueva York", per al 110 de Wall Street. Es tracta d'una espècie de pont on uns éssers humans en vertical sobre el pont, representen cadascun: l'obrer, la indústria, el mestre la cultura, el nen els valors familiars i el futur, ja que són els éssers humans els que fan les ciutats.[3]
- 1975. "Monumento Heroico a los Immigrantes (The Immigrants)", de 1975, en Battery Park, obra en bronze, gairebé pedestal en granit, situat al peu del carrer a la mateixa altura que vianant. El conjunt, format per un total de vuit figures entre les que es pot distingir entre d'altres a un jueu perseguit a la vella Europa, el pare i la mare amb el nen, esparracat, l'esclau africà amb les seves cadenes ja trencades; i pretén representar el moment en què aquesta gent sortia de Castle Garden per entrar a Amèrica, la Terra de les Oportunitats, portant amb ells totes les seves il·lusions i esperances d'una nova i millor vida. Va ser realitzada a Espanya.[3][4]
- 1975. "Monumento al matador de toros Juan Montero Navarro", cementiri d'Albacete, per encàrrec dels seus familiars. És un conjunt escultòric del matador fent una "espaldina monterina", passada inventada pel torero i característica seva. Obra realitzada en bronze.[3]
- 1976. "Monumento al senyor Diego de Gardoqui". Filadèlfia. Encarregat amb motiu del Segon Centenari de la Independència dels Estats Units, i per tal de recordar a aquells espanyols que d'alguna manera van participar. Diego de Gardoqui va ser catedràtic de Salamanca i primer ambaixador espanyol als Estats Units. Es tracta d'una escultura en bronze, de cos sencer, de 3,5 metres d'alçada, vestit amb casaca de l'època. D'aquesta obra es va fer un bust de don Diego de Gardoqui, situat al Capitoli a Washington DC[3][4]
- Sense data. "La pensadora". Per encàrrec de Julio Rodríguez, Ministre d'Educació i Catedràtic de Cristal·lografia, amb motiu de la mort de Franco i establiment de la Monarquia, com a regal al senyor Joan Carles el dia de la seva coronació. Es tracta d'una talla en ònix.
- 1977 "Monumento a Jacinto Benavente", a la Plaça Major de Galapagar, on va residir i va ser enterrat l'escriptor premiat amb el  Nobel. Fos en bronze i tallat en pedra calcària."[3]Monumento a Antonio Benvinguda", situat a l'exterior de les Vendes, Madrid. Grup escultòric format per vuit figures en bronze sobre un pedestal sota de granit on està inscrit: Madrid Antonio Benvinguda. Encàrrec de l'empresa Jardón que va ser la va construir la plaça de toros de Madrid, l'any 1975, a la mort del torero.
- Sense data. Com a part dels actes de la primera vista a Espanya de José López Portillo, després del restabliment de la diplomàcia amb Mèxic a la mort de Francisco Franco, es van encarregar dos busts, un del rei Joan Carles I i un altre del president mexicà per col·locar a la Casa de Camp, on va tenir lloc una fira on s'exposaven productes de Sengles Països.[3]
- Sense data. "Monumento eqüestre del doctor Gustavo Baz", monuments eqüestre, en bronze. Mèxic.[3]
- 1979 - 1989. Escultures de cos sencer, en bronze, dels expresidents Miguel Alemany, Adolfo Pérez Mateos i Lázaro Cárdenas, per a la Residència Presidencial "Els Pins", Mèxic.[3]
- 1979. "El Caminero", grup escultòric compost per un globus terraqüi amb tres escultures de 12 metres, una de les quals amb una palanca empeny al Món endavant, cap al progrés i tot això sobre una alt pedestal, arribant a mesurar el conjunt uns 35 metres d'altura. Es troba a la carretera de Toluca, Mèxic. Encàrrec del Ministeri de Comunicacions i Transports de Mèxic, per a la inauguració de l'Autopista.[3]
- 1984. "Unión del Norte y del Sur". Encàrrec novament del Ministeri de Comunicacions i Transport de Mèxic, per a la inauguració d'una altra en l'Estat de Veracruz. Es tracta de dos grans figures de bronze d'entre 9 i 10 metres respectivament, donant-se la mà i, amb una maqueta en mida reduïda del pont de l'autopista, simbolitzant la unió del nord i el sud de Mèxic sobre el riu Coatzacoalcos, que anteriorment suposava un veritable impediment en les comunicacions.[3]
- 1984. "Gran Fuente de la Vida", emplaçada en l'Estat de Nuevo León, a Monterrey, Mèxic. Es tracta d'un conjunt d'expressió clàssica de l'art incorporada a la modernitat de la Gran Plaça on està ubicada. Aquesta font simbolitza la lluita del poble de Nuevo León per assegurar-se el proveïment de l'aigua metropolitana, que després de grans esforços aconseguirien mitjançant la necessària canalització de canonades. Les figures són de bronze. La figura central és el Déu Neptú, divinitat de l'aigua, que guia un carruatge tirat per cavalls marins que emergeixen de l'aigua. Un altre conjunt està format per cinc figures femenines que reprodueixen a unes nimfes en diferents posicions. La figura frontal és una Deessa que està coronant pel seu triomf en la batalla de l'aigua a un Lleó, símbol d'aquest Estat. Va rebre crítiques moderades per haver triat Neptú, divinitat de la mitologia clàssica occidental en comptes del Déu Asteca l'Aigua i de la pluja, Tláloc.[3]
- Sense data. "Monumento a los Tres Reyes Aztecas", al barri de Nezahualcoyotl, Mèxic. Es tracta de reproduccions exactes de les imatges que es poden contemplar al Museu Antropològic de Mèxic.[3]
- 1985. "Monumento a los Niños Héroes de Chapultepec “, en l'Estat de Nuevo León.[3]
- 1986. "Monumento a Manolete, Manuel Rodríguez Sánchez", en bronze i aproximadament amb 2 m d'alçada. Està col·locat al costat dels tres toreros més importants de Mèxic a la Porta Gran de la Plaça de Toros de San Luis Potosí.[3]
- 1987. Rèplica de "Monumento a Manolete, Manuel Rodríguez Sánchez", situada al carrer Alcalá, Madrid, Espanya.[3]
- 1987. "Monumento a Emiliano Zapata", en San Luis Potosí.[3]
- 1987. "Monumento a José Cubero," El Yiyo ". a l'exterior de la Monumental Plaça de Bous de Las Ventas de Madrid. Realitzat en bronze, té una tura de set metres.[3]
- 1992. "Raíces", font situada al Passeig de la Princesa, Puerto Rico. Encàrrec del govern porto-riqueny. Representa la proa d'un vaixell en forma de cavall muntat per un noi mirant els bells horitzons, a manera de pal major, al centre de la composició disposar una figura femenina, una deessa símbol de la llibertat, a la popa una nimfa munta dos dofins a manera de joc adornada amb garlandes com donant-nos la benvinguda, a la part dreta (estribord) figura una família porto-riquenya, pare, mare i fill, nucli de tota societat, i a l'esquerra del conjunt (a babord) un nadiu de la terra representa la cultura, el folklore, la dansa i la música. El conjunt que té uns vuit metres d'alt està construït en bronze.[3]
- 1993. "Monumento a Juanita Cruz". Primera dona que es va vestir de llums i va torejar a Espanya, va haver d'exiliar a torejar a Amèrica, on va aconseguir l'èxit. Encarregada pel seu marit i costejat de la seva butxaca, com a homenatge i per al seu record. Situat al  cementiri de Nostra Senyora de l'Almudena de Madrid.[3]

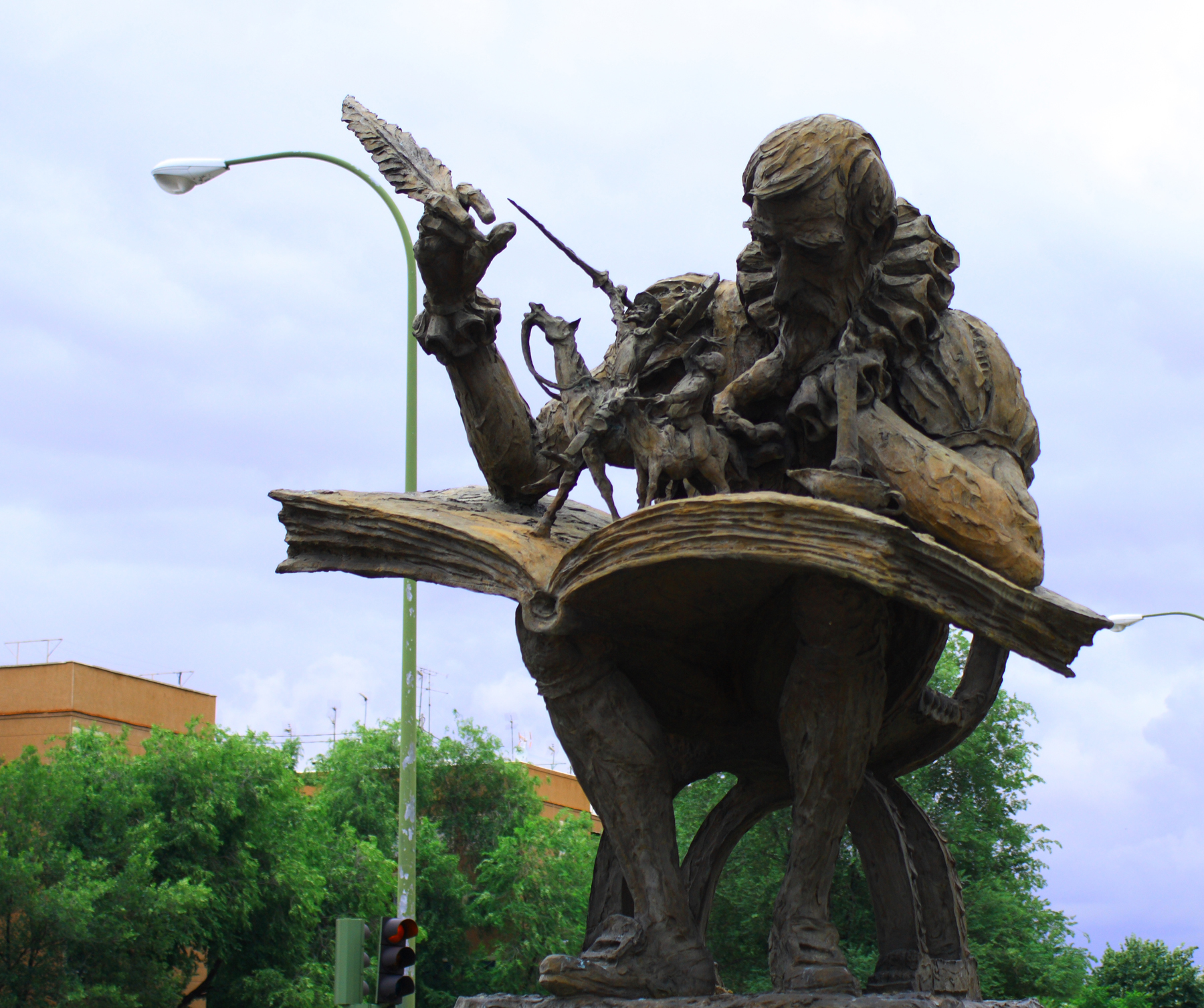
Monument a Miguel de Cervantes (1999), a Madrid.

- 1994. "El Encierro", mur de contenció al voltant de la Monumental Plaça de toros de les Vendes de Madrid. Alt relleu en bronze compost per set toros, dos esquellers i dos majorals dirigint el ramat al camp.[3]
- 1995. "El Mesonero Mayor de Castilla", a la Plaça del Sant Esperit, Segòvia, realitzat en bronze per encàrrec de la federació d'hostaleria Castellà-Lleonesa, i plasma l'hostaler en cos sencer, en el moment de trinxar el garrí.[3]
- 1999. " Despedida del Siglo XX y entrada en el Siglo XXI ", va ser col·locada l'any 1999 en el madrileny barri de Sant Blai. Encàrrec lliure. Utilitza simbolisme per mostrar el pas del vell al nou, en les representacions i en l'ús de materials, bronze i acer inoxidable.[3]
- 1999. "Monumento a Miguel de Cervantes". A la carretera de Vicálvaro, barri de Sant Blai, Madrid. Realitzada en bronze amb un acabat esbossat, com realitzat en fang, molt característic de la manera de treballar de l'autor. A la placa que conté la seva pedestal diu el següent: Don Miguel de Cervantes, Príncep de les lletres, en homenatge a la Llengua Espanyola, maig 1999.[3]
- 1999. "El Sol de Marbella", ciutat de Marbella. Realitzada en bronze amb llautó, aconsegueix uns 9 metres d'alçada.[3] A més, la ciutat d'Oviedo ubica,durant aquest any, als carrers de la ciutat tres escultures de Sanguino: "Vida", "Libertad" i "Paz".
- 2000 Portes de la Catedral de La nostra Senyora de l'Almudena de Madrid, les que estan orientades a la plaça Amèrica. Fetes en bronze, amb pàtina de verd pompeià. La porta principal està a la Plaça de l'Almudena, és la coneguda com a Porta de la Santíssima Trinitat, en representar a la part superior el Misteri de la Santíssima Trinitat amb el Pare, el Fill i l'Esperit Sant. A sota apareix la Mare de Déu de l'Almudena com a patrona de Madrid envoltada d'una aurèola d'àngels anunciant l'arribada del Tercer Mil·lenni. Les dues portes laterals, Evangelització d'Amèrica (a l'esquerra, representa el descobriment, és a dir, l'arribada de Colom a les Amèriques acompanyat dels seus mariners i dels representants de l'Església Catòlica) i Memòria a la Història d'Espanya o Porta dels Reis (a la dreta, hi estan representats tots els reis d'Espanya que, des de Don Pelayo i San Hermenegildo, van lluitar per la creu des de l'època de la reconquesta fins als nostres dies).[3]
- 2001 Portes de la Catedral de La nostra Senyora de l'Almudena de Madrid, les que estan orientades al carrer Bailén. Fetes en bronze, amb pàtina de verd pompeià.[3]

La porta central del carrer Bailén, Porta de la Consagració de la Catedral, la seva Santedat el Papa Joan Pau II, consagra la Catedral en presència del Cardenal Suquía i de Ses Majestats els Reis d'Espanya. Les dues portes laterals, representen, l'aparició de la Verge Nostra Senyora de l'Almudena i la Mare de Déu beneint Madrid respectivament.
- 2001. "Els Dotze Apòstols: Sant Andreu, Sant Tomàs, Sant Simó, Sant Joan, Sant Mateu, Sant Pere, Santiago Menor, San Matías, Sant Judes Tadeu, Sant Jaume, Sant Bartomeu i Sant Felip". Cadascú porta les seves simbologies i l'actitud pròpia de les seves històries. Situats sobre els dotze pilars que envolten l'exterior de la cúpula de la Catedral. Realitzades en bronze i acabades amb una pàtina de nitrat de plata i calcària.[3]
- 2001. "Monumento a Mariano Barberán i Collaret", situat al parc de la Concòrdia, encàrrec de l'Ajuntament de Guadalajara. Mariano Barberán, va ser capità aviador nascut a  Guadalajara, professor i director de l'Escola d'Observadors de Quatre Vents, qui juntament amb el Tinent Joaquín Collaret Serra, va emprendre el vol Sevilla - Mèxic (10 de juny de 1933), la primera etapa sense escales fins Camegüey, Cuba, de 8095 quilòmetres, realitzada en 39 hores i 50 minuts, va superar tots els rècords. En el Monumento apareixen entre dues ales d'avió d'acer inoxidable, els bustos dels protagonistes sobre l'avió en què van realitzar la gesta. A la placa del seu pedestal en granit diu el següent: La ciutat de Guadalajara al Capità Barberán i al Tinent Collaret. Herois del vol transoceànic del Quatre Vents el 1933. 20 juny 2001.[3]
- 2003. Bustos situats a l'Avinguda de Francisco Fernández Ipazaguirre, i encarregats per l'Ajuntament de  Guadalajara. Són una sèrie de nou bustos, en bronze sobre pedestal de granit amb una placa en bronze explicativa de qui van ser i la seva relació amb la ciutat. Bust de Izraq Ibn-Muntil en la placa diu: Governador de la ciutat Àrab i nascut a Guadalajara. Bust de Álvar Fáñez, guerrer cristià que va reconquerir la ciutat de Guadalajara. Bust de  Mose Ben Sen Tob de Lleó (segle xiii) Filòsof i Rabí nascut a Guadalajara, autor del llibre del espledor, regla de la Càbala (Interpretació jueva de les Sagrades escriptures). Bust d'Íñigo López de Mendoza, Marquès de Santillana (1398 - 1458), poeta escriptor de les Serranillas. Bust de Nuño Beltrán de Guzmán (1499 - 1544) conqueridor i fundador de la ciutat de  Guadalajara a Mèxic. Bust de Francisco Fernández Ipazaguirre (1852 - 1889). Farmacèutic. Fundador de l'Ateneu Científic Literari i Artístic de Guadalajara i impulsor de la cultura a la nostra ciutat. Bust de Maria Diega Desmaissières i Sevillano, duquessa de finals del segle xix i principis del segle xx a qui pertany una de les obres més emblemàtiques de Guadalajara, el panteó del seu mateix nom, estimada a la ciutat per les seves múltiples obres benèfiques. Bust del guadalajareny Antonio Buero Vallejo (1916 - 2000). Dramaturg, Acadèmic,  Premi Nacional de Teatre i  Premi Cervantes. Bust en homenatge a Camilo José Cela Trulock la relació amb Guadalajara s'estableix a partir dels seus viatges per l'Alcarria, que donarien lloc a la seva homònima novel·la, escrita en 1948. En la seva placa diu: Escriptor, Premi Nobel de Literatura, Premi Nacional de les Lletres Espanyoles i  Premi Cervantes.[3]

Rèplica, encara més gran, del bust de Buero Vallejo per al Teatre de Buero Vallejo a  Guadalajara.
- Sense data. "La Verge de l'Antiga", a l'exterior de la seva ermita, situada a  Guadalajara. Realitzada en bronze sobre una columna de granit.[3]
- Sense data. "Bust de Sant Joan Bosco" situat al Parc que porta el seu nom, a la mateixa ciutat de  Guadalajara. Realitzada en bronze, sobre un oedestal de granit amb placa explicativa.[3]
- 2003. "Monumento al torero Félix Colomo", situat a la glorieta de la Porta Gran De Navalcarnero que porta el nom del Destre, Madrid, un torero que es va veure a retirar-se del món del toro per problemes polítics; posteriorment es va dedicar a l'hostaleria amb molt èxit. Conjunt escultòric en bronze amb la figura del toro i el torero.[3]
- 2004. "Monumento a Vicente Ruiz", Mesoner Major de Navalcarnero. Grup escultòric en bronze.[3]
- 2006. "Monumento a la Constitución y a la Democracia" situat en la Plaça del Nou Ajuntament de Navalcarnero. Es tracta d'un monòlit de granit d'uns 10 metres d'altura als peus del qual se situa el primer alcalde navalcarnereny elegit democràticament en unes eleccions després de la dictadura franquista.[3]
- 2007. "Monumento Mausoleo de Rocío Jurado". Encàrrec directe de la família de Rocío Jurado. Es tracta d'una figura en bronze de l'artista asseguda sobre la seva tomba. El Mausoleu es completa amb un templet de marbre blanc de Macael que acaba en una cúpula piramidal amb sostre de vidre.[3]
- 2008. “Monumento al Arrastre “, a la Plaça de Bous Félix Colomo de la Vila de Navalcarnero. Es tracta d'un conjunt escultòric, en bronze amb pàtina marró, que representa el moment en què el toro és arrossegat després de la seva brega per un enganxament de mulillas, acompanyat pels Mulilleros.[3]
- 2010 Murals que completen el Pòrtic que donarà a la Plaça De La Almudena de la Catedral de Nostra Senyora De l'Almudena de Madrid. Representen a través de relleus en bronze els cinc misteris de goig de la Verge: L'Anunciació, La Visitació (La visita de la Verge a Santa Isabel), El Naixement de Jesús, la Presentació de Jesús al Temple, Jesús nen trobat amb els Doctors en el Temple.[3]

## Retrats
Sanguino ha realitzat al llarg de la seva carrera un nombre considerable de bustos o retrats, podent cifrar-se voltant de cinc-cents o sis-cents bustos.
Els personatges retratats són des presidents de països, cardenals, escriptors, reis, toreros, cantants, músics, actors, Papes, cantautors, persones particulars ...
Estats Units
Després de la seva aparició en un dels programes d'entreteniment de televisió amb més audiència del país (The Tonight Show), el presentat per Johnny Carson, en el qual Sanguino va realitzar el retrat en directe de Johnny Carson, sent a continuació entrevistat per aquest; els encàrrecs no van cessar.
A 1961 realitza en bronze, el bust de Donald W. Douglas, fundador dels avions Douglas; per encàrrec de la companyia aeronàutica que porta el seu nom, a Los Angeles, Califòrnia.
En 1962 realitzà el Bust a John Fitzgerald Kennedy per posar-lo en una de les seves exposicions. Finalment va ser adquirit per la família Kennedy.
En 1963 l'autoritat de ports de Nova York li encarregà, per al rebredor central de l'aeroport de La Guardia, un bust en marbre, de grans dimensions, de Fiorello La Guardia, antic alcalde de Nova York que se estigué en el càrrec durant divuit anys.
Espanya
En el Museo Taurino de Madrid, situat al Pati de Cavalls de la Plaça de Toros de les Vendes, poden contemplar els busts de Serranito, Andrés Vázquez, Falcón, un torero mexicà, Mitja Verónica de Belmonte i el seu bust, el bust de Juan Belmonte, totes elles en bronze.
En el Museo Taurino de la Real Maestranza de Sevilla, es troba un Monument a Ángel Peralta i el Bust de Juanita Reina.
En el Cementeri de San Fernando de Sevilla se pot contemplar el “Monumento a Juanita Reina”, figura de cos sencer realitzat per Sanguino, en bronze.
El 1991 es va inaugurar al Parc del Retiro de Madrid, un bust al cantant Pedro Vargas, en bronze, per encàrrec de la família i amics del cantant.
El 1996, la Federación de hostelería "Castellano-Leonesa”, li va encarregar un bust de bronze de Cándido, per ser col·locat davant de la seva Fonda costat de l'aqüeducte de Segòvia. Ell es va inaugurar l'any 2003.
Té bustos de S.M. Joan Carles I de Borbó (quatre còpies que estan ubicades a: Agència EFE, el Club Financer de Gènova a Madrid, al Ministeri de Turisme i un altre el va comprar el Banc d'Alfonso Fierro) i La Reina Sofia.
Mèxic
Amb motiu de la primera visita pastoral que el Papa Joan Pau II va fer a Mèxic durant la presidència de López Portillo, Sanguino va realitzar per encàrrec 02:00 Bustos del Papa per recordar la seva visita. Malgrat l'encàrrec de dos busts, l'autor va realitzar tres còpies en bronze: una per a la Catedral de Toluca, capital de l'Estat de Mèxic, una altra per a la capella particular de la mare del President López Portillo, a la Residència Presidencial "los Pinos ", i una tercera que es va quedar el mateix Sanguino malgrat que la hi van demanar per a col·locar-la al costat de l'Església de Nostra Senyora de la Fuencisla a Segòvia. Més tard, va haver de fer una altra per col·locar aquest bust en una plaça de Huelva.
En 1989, realitzà un Bust al President Carlos Salinas de Gortari.

També destaquen: el bust a Miguel de Unamuno, encàrrec del President de Mèxic, López Portillo; el Bust de García Lorca; el Bust de Pío Baroja, encàrrec de l'ajuntament de Sant Sebastià; tots ells realitzats en bronze.

## La dona en l'obra de Sanguino
L'autor veu en la dona la font de la vida, de la continuïtat, la procreadora de noves generacions i el millor mitjà d'expressió de tots els sentiments humans. Fins i tot es pot veure com l'autor recorre a la dona en tots aquells monuments que no es referien a personatges masculins en concret, sinó a idees, com les estacions de l'any, La fuente de la vida, Arrels, El Sol de Marbella, etc.
Exemple directe d'homenatge a la dona pot considerar-se la "Fuente al Triunfo de la Mujer ", de 1998, situada al barri de Sant Blai (Carrer Germans García Noblejas), Madrid. Encarregada pel regidor del Districte de Sant Blai, Isaac Ramos, per homenatjar la dona en una zona residencial anomenada "Las Rosas". La font es va concebre, a partir de cinc conjunts escultòrics en els que representa la dona en les seves diferents edats, sempre bella i lliure. El primer grup la mare amb la nena acabada de néixer, representant la infantesa i la maternitat; el segon grup la dona fent esports i jugant, representat la joventut mitjançant una noia adolescent; el tercer mostra l'enamorament, situant la dona al costat de l'home a qui es lliura quan l'estima. Un quart grup representa la maduresa mitjançant una dona madura amb la seva neta amb la qual comença una nova vida i a la que transmet la seva saviesa i experiència vital. Al centre i elevada sobre una tassa d'aigua, la dona en la seva plenitud, portant un ram de flors, símbol del triomf de la dona.